# Sistemina
La sistemina es una hormona vegetal peptídica, que interviene en la respuesta a las heridas en la familia de las solanáceas. Fue la primera hormona vegetal (Fitohormona) de la que se demostró que era un péptido, tras ser aislada de las hojas del tomate en 1991 por un grupo dirigido por Clarence A. Ryan. Desde entonces, se han identificado otros péptidos con funciones similares en el tomate y fuera de las solanáceas. En 2001 se encontraron glucoproteínas ricos en hidroxiprolina en el tabaco y en 2006 se encontraron AtPeps (péptidos elicitores de plantas de Arabidopsis thaliana) en Arabidopsis thaliana. Sus precursores se encuentran tanto en el citoplasma como en las paredes celulares de las células vegetales y, cuando son dañados por los insectos, se procesan para producir uno o varios péptidos maduros. En un principio se pensó que el receptor de la sistemina era el mismo que el de la brasinolida, pero en la actualidad esto es incierto. Los procesos de transducción de señales que tienen lugar tras la unión de los péptidos son similares a la respuesta inmunitaria inflamatoria mediada por citocinas en animales. Los primeros experimentos demostraron que la sistemina se desplazaba por la planta después de que los insectos la hubieran dañado, activando la resistencia sistémica adquirida; ahora se cree que aumenta la producción de ácido jasmónico causando el mismo resultado. La principal función de las sisteminas es coordinar las respuestas defensivas contra los insectos herbívoros, pero también afectan al desarrollo de las plantas. Las sisteminas inducen la producción de inhibidores de la proteasa que protegen contra los insectos herbívoros, otros péptidos activan las defensinas y modifican el crecimiento de las raíces. También se ha demostrado que afectan a la respuesta de las plantas al estrés salino y a la radiación UV. Se ha demostrado que los AtPEPs afectan a la resistencia contra los oomicetos y pueden permitir a A. thaliana distinguir entre distintos patógenos. En Nicotiana attenuata, algunos de los péptidos han dejado de desempeñar funciones defensivas para afectar a la morfología de las flores.

## Descubrimiento y estructura

Estructura del Sistema.

En 1991, un grupo de investigación dirigido por Clarence A. Ryan aisló un polipéptido de 18 aminoácidos de las hojas del tomate que inducía la producción de proteínas inhibidoras de proteasas (PI) en respuesta a las heridas. Los experimentos realizados con formas sintéticas radiomarcadas del polipéptido demostraron que éste era capaz de viajar sistémicamente por la planta e inducir la producción de PI en hojas no heridas. Debido a la naturaleza sistémica de la señal de herida, se la denominó sistemina, que fue el primer polipéptido que funcionó como hormona en las plantas. El ARN mensajero (ARNm) que codifica la sistemina se encuentra en todos los tejidos de la planta excepto en las raíces. Estudios posteriores identificaron homólogos de la sistemina del tomate en otros miembros de las solanáceas, como la papa, la hierba mora y el pimiento. Las sisteminas solo se han identificado en la subtribu Solaneae de las solanáceas, pero otros miembros de la familia, como el tabaco, también responden a las heridas mediante la producción sistémica de inhibidores de la proteasa. 

### Péptidos con funciones similares
En 2001, se aislaron del tabaco glucoproteínas ricos en hidroxiprolina biológicamente activos que activaban la producción de inhibidores de la proteasa de forma similar a las sisteminas del tomate. Aunque estructuralmente no están relacionados con las sisteminas, su función similar hizo que se les denominara sisteminas ricas en hidroxiprolina (HypSys). Tras el descubrimiento inicial, se encontraron otros péptidos HypSys en el tomate, la petunia y la hierba mora. En 2007, se encontraron HypSys fuera de las solanáceas, en la batata (Ipomoea batatas) y el análisis de secuencias identificó análogos de HypSys en el álamo (Populus trichocarpa) y el café (Coffea canephora). Las Systemins están muy conservadas entre especies, mientras que las HypSys son más divergentes, pero todas contienen un dominio central conservado rico en prolina o hidroxiprolina.
En 2006, se aisló AtPEP1, un polipéptido de 23 aminoácidos de Arabidopsis thaliana que activa componentes de la respuesta inmunitaria innata. A diferencia de HypSys, AtPEP1 no está modificado postraduccionalmente por hidroxilación o glucosilación. Se han identificado seis paralogos del precursor en A. thaliana, así como ortólogos en uva, arroz, maíz, trigo, cebada, canola, soja, medicago y álamo, aunque la actividad de estos ortólogos no se ha comprobado en ensayos. Las estructuras predichas de los paralogos de AtPEP1 son variadas dentro de A. thaliana pero todas contienen un motivo de secuencia SSGR/KxGxxN. Los ortólogos identificados en otras especies son más variados, pero aún contienen componentes del motivo de secuencia.

## Localización y precursores
La sistemina y AtPEP1 se encuentran en el citosol celular. El precursor de la sistemina del tomate se transcribe como un polipéptidode 200 aminoácidos. No contiene una secuencia señal putativa, lo que sugiere que se sintetiza en ribosomas libres en el citosol. El precursor de AtPEP1 es un polipéptido de 92 aminoácidos y también carece de secuencia señal. En el tomate, el ARN mensajero (ARNm) que codifica el precursor de la sistemina está presente en niveles muy bajos en las hojas no heridas, pero se acumula tras la herida, especialmente en las células que rodean los elementos cribosos del floema en los haces vasculares de las venas medias. El precursor se acumula exclusivamente en las células del parénquima del floema de las hojas de tomate tras la herida. El precursor de la sistemina de la patata también se localiza de forma similar, lo que sugiere que está sometido a la misma regulación específica del tipo celular en ambas especies.
Las HypSys se localizan en la pared celular. El precursor de la HypSys del tabaco se transcribe como un polipéptido de 165 aminoácidos que no tiene homología estructural con el precursor de la sistemina del tomate. Las propiedades estructurales de HypSys, que contienen hidroxiprolina y están glicosiladas, indican que se sintetizan a través de la secreción. El precursor de la HypSys en tomate es un polipéptido de 146 aminoácidos, sintetizado exclusivamente en los haces vasculares de hojas y peciolos asociados a las células del parénquima de los haces de floema. A diferencia de la sistemina, se asocia principalmente a la pared celular. Los precursores de HypSys parecen representar una subfamilia distinta de proteínas ricas en hidroxiprolina que se encuentran en las paredes celulares. Se cree que, tras una herida, una proteasa del citosol, de la matriz de la pared celular o del patógeno procesa el precursor produciendo péptidos activos de HypSys.

### Procesamiento de precursores
Los precursores de la sistemina y la AtPEP1 se procesan para producir un péptido activo a partir del extremo C-terminal del precursor.Se ha especulado que ProAtPEP1 es procesado por CONSTITUTIVE DISEASE RESISTANCE 1, una proteasa aspártica apoplástica.Los precursores de HypSys se procesan en más de un péptido activo. En el tabaco, se procesa en dos péptidos, en la petunia en tres, y en la batata, posiblemente en seis.Con una longitud de 291 aminoácidos, el precursor de HypSys en la batata es el precursor más largo descrito. La producción de múltiples péptidos de señalización a partir de un precursor es una característica común en los animales.

## Receptores
Concentraciones femto-molares del péptido son suficientes para provocar una respuesta a nivel de toda la planta, lo que lo convierte en uno de los activadores génicos más potentes identificados.Se identificó un receptor para la sistemina del tomate como una quinasa similar al receptor rico en leucina (LRR-RLK) de 160KDa, SR160. Tras su aislamiento, se descubrió que su estructura era muy similar a la del BRI1 de A. thaliana, el receptor al que se unen los brasinólidos en la membrana celular. Fue el primer receptor capaz de unirse tanto a un ligando esteroide como a un péptido y de participar en respuestas defensivas y de desarrollo.Estudios recientes han descubierto que la conclusión inicial de que BRI1 es el receptor de la sistemina del tomate puede ser incorrecta. En los mutantes cu3 del tomate, un alelo nulo con un codón de parada presente en el dominio LRR extracelular de BRI1 impide que el receptor se localice correctamente y también carece del dominio quinasa, necesario para la señalización.Estos mutantes son insensibles a la brasinolida, pero responden a la sistemina del tomate produciendo inhibidores de la proteasa y provocando una respuesta de alcalinización. Esto llevó a Holton et al. a sugerir que existe otro mecanismo por el que se percibe la sistemina. Investigaciones posteriores mostraron que la unión de la sistemina al BRI1 no provoca la fosforilación del receptor, como ocurre cuando se unen los brasinólidos, lo que sugiere que no transduce una señal. Cuando se silencia el BRI1 en tomate, las plantas presentan un fenotipo similar al de los mutantes cu3, pero siguen respondiendo normalmente a la sistemina, lo que refuerza la idea de que el BRI1 no es el receptor de la sistemina.
En 1994, se descubrió que la sistemina del tomate se unía a una proteína de 50KDa en la membrana celular del tomate. La proteína tiene una estructura similar a las proteasas de las prohormona convertasas similares a Kex2p. Esto llevó a Schaller y Ryan a sugerir que no se trata de un receptor, sino que interviene en el procesamiento de ProSys en la forma activa, o en la degradación de Sys. Las formas sintéticas de la sistemina del tomate, con aminoácidos sustituidos en el punto de corte dibásico previsto, permanecieron estables en cultivos celulares durante más tiempo que la forma nativa.Estudios posteriores han señalado que las enzimas responsables del procesamiento de ProSys siguen sin identificarse.Hasta la fecha no se han realizado más investigaciones sobre la proteína de 50KDa y no se ha identificado el gen.
Hasta la fecha no se han descrito receptores para HypSys, pero se cree que son percibidos en la membrana celular por un LRR-RLK.
El receptor de AtPep1 se ha identificado como un LRR-RLK de 170KDa y se ha denominado AtPEPR1. AtPep1 es activo a concentraciones de 0,1 nano-molar (nM) y el receptor satura a 1nM. Un análisis de la estructura del receptor AtPEPR1 ha demostrado que es miembro de la subfamilia LRR XI de LRR-RLKs en A. thaliana, que incluye el receptor para otra hormona peptídica CLAVATA3. La transformación de cultivos celulares de tabaco con AtPEPR1 les permitió responder a AtPep1 en un ensayo de alcalinización, mientras que el tabaco normal no mostró tal respuesta.La quinasa receptora 1 asociada a BRI1 (BAK1) es una LRR-RLK encontrada en A. thaliana, que se ha propuesto que funciona como proteína adaptadora necesaria para el correcto funcionamiento de otras RLKs. Los ensayos de doble híbrido en levadura han demostrado que AtPEPR1 y su análogo más cercano, AtPEPR2, interactúan con BAK1.

## Transducción de señales
Aunque los receptores de las sisteminas y los HypSys siguen siendo poco conocidos, comprendemos mejor la transducción de señales que tiene lugar una vez que el péptido se ha unido a su receptor. El ácido jasmónico es un componente esencial, aunque tardío, en las vías de señalización de las sisteminas y las heridas. En el tomate, la señal es transducida desde el receptor por las proteínas quinasas activadas por mitógenos (MAPK).La cosilenciación de dos MAPKs, MPK1 y MPK2, en tomate comprometió su respuesta de defensa contra larvas de insectos en comparación con las plantas de wild type. La cosilenciación de estos genes también redujo la producción de ácido jasmónico y de genes de defensa dependientes del ácido jasmónico. La aplicación de jasmonato de metilo a las plantas cosilenciadas las rescató, lo que indica que los jasmonatos son la señal responsable de provocar cambios en la expresión génica.La alcalinización del apoplasto es un efecto secundario del procesamiento de la señalización por las MAPK. La aplicación de fusicoccina, que activa la ATPasa H+ inhibida por la sistemina, junto con la sistemina sigue activando las MAPK, aunque el pH del apoplasto no cambie.
A los pocos minutos de la percepción de la sistemina, aumenta la concentración citosólica de Ca2+ y se libera ácido linolénico de las membranas celulares tras la activación de una fosfolipasa. A continuación, el ácido linolénico se convierte en ácido jasmónico a través de la vía octadecanoide y el ácido jasmónico activa los genes defensivos.La producción de jasmonato de metilo es inducida por las sisteminas y también regula al alza los genes precursores de las sisteminas, creando un bucle de retroalimentación que amplifica la señal defensiva. El jasmonato de metilo es volátil y, por tanto, puede activar la resistencia sistémica adquirida en las plantas vecinas, preparando sus defensas para el ataque. Estos eventos de señalización son análogos a la respuesta inmunitaria inflamatoria mediada por citocinas en los animales. Cuando se activa la respuesta inflamatoria en los animales, se activan las MAPK, que a su vez activan las fosfolipasas. Los lípidos de la membrana se convierten en ácido araquidónico y luego en prostaglandinas, que son análogos del ácido jasmónico.Ambas vías pueden ser inhibidas por la suramina.
Los primeros experimentos con sistemina radiomarcada en tomate demostraron que se transporta a través de la savia del floema en las plantas de tomate y, por lo tanto, se pensó que era la señal sistémica que activaba la resistencia sistémica adquirida.Esta opinión fue cuestionada por experimentos de injerto que demostraron que los mutantes deficientes en la biosíntesis y percepción del ácido jasmónico eran incapaces de activar la resistencia sistémica adquirida. Ahora se cree que el ácido jasmónico es la señal sistémica y que la sistemina regula las vías de síntesis del ácido jasmónico.

## Funciones

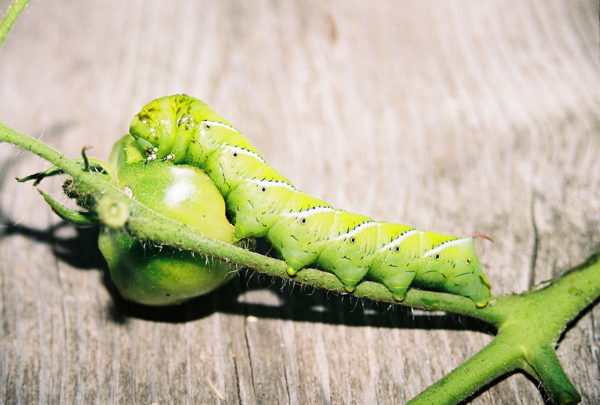
La sistemina activa procesos que ayudan al tomate a disuadir a los insectos herbívoros, como este gusano del tomate.

### Defensa
La sistemina desempeña un papel fundamental en la señalización de defensa en el tomate. Promueve la síntesis de más de 20 proteínas relacionadas con la defensa, principalmente proteínas antinutricionales, proteínas de la vía de señalización y proteasas. La sobreexpresión de la prosystemina resultó en una disminución significativa del daño larvario, lo que indica que un alto nivel de protección constitutiva es superior a un mecanismo de defensa inducible.Sin embargo, la activación continua de la prosystemina es costosa, ya que afecta al crecimiento, la fisiología y el éxito reproductivo de las plantas de tomate.Cuando se silenció la prosystemina, la producción de inhibidores de la proteasa en el tomate se vio gravemente afectada y las larvas que se alimentaban de las plantas crecieron tres veces más rápido. HypSys provocó cambios similares en la expresión de genes en el tabaco, por ejemplo, la actividad de la polifenoloxidasa se multiplicó por diez en las hojas de tabaco y los inhibidores de proteasa provocaron un descenso del 30 % en la actividad de la quimotripsina a los tres días de la herida.Cuando se sobreexpresó HypSys en el tabaco, las larvas que se alimentaban de plantas transgénicas pesaban la mitad después de diez días de alimentación que las que se alimentaban de plantas normales. La concentración de peróxido de hidrógeno aumenta en los tejidos de la vasculatura cuando se induce la producción de sistemina, HypSys o AtPep1, lo que también puede estar implicado en el inicio de la resistencia sistémica adquirida.
Las plantas de tomate que sobreexpresan sistemina también acumularon HypSys, pero no lo hicieron si se silenció el precursor de la sistemina, lo que indica que en tomate, HypSys está controlada por la sistemina. Cada uno de los tres péptidos HypSys en tomate es capaz de activar la síntesis y acumulación de inhibidores de proteasa.Cuando se silencia HypSys, la producción de inhibidores de la proteasa inducida por heridas se reduce a la mitad en comparación con las plantas silvestres, lo que indica que tanto la sistemina como HypSys son necesarias para una fuerte respuesta de defensa contra los herbívoros en el tomate.
Cuando se aplicó a través de pecíolos cortados en Petunia, HypSys no indujo la producción de inhibidores de proteasa, pero en cambio aumentó la expresión de defensina, un gen que produce una proteína que se inserta en las membranas microbianas, formando un poro.La expresión de defensina también es inducida por AtPEP1.
Las plantas de tomate que sobreexpresan sistemina producen más compuestos orgánicos volátiles (COV) que las plantas normales y las avispas parasitoides las encuentran más atractivas.La sistemina también regula al alza la expresión de genes implicados en la producción de COV biológicamente activos. Esta respuesta es crucial para que las defensas antinutricionales sean eficaces, ya que sin depredadores, los insectos en desarrollo consumirían más material vegetal mientras completan su desarrollo. Es probable que la producción de COV se regule a través de diferentes vías,incluida la vía de la oxilipina, que sintetiza aldehídos y alcoholes de ácido jasmónico que intervienen en la cicatrización de heridas.
Diferentes AtPeps pueden permitir a A. thaliana distinguir entre diferentes patógenos. Cuando se inoculó con un hongo, un oomiceto y una bacteria, los incrementos en la expresión de AtPep variaron en función del patógeno. A. thaliana que sobreexpresaba AtProPep1 era más resistente al oomiceto Phythium irregulare.
El silenciamiento de la sistemina no afectó a la capacidad de la belladona negra para resistir la herbivoría y, al competir con plantas normales, las plantas silenciadas produjeron más biomasa aérea y bayas. Tras la herbivoría, la sistemina se reguló a la baja en la belladona negra, a diferencia de los otros péptidos, que se regulan al alza tras la herbivoría.Por el contrario, HypSys se reguló al alza y activó la síntesis de inhibidores de proteasas.La regulación a la baja de la sistemina se asoció con un aumento de la masa radicular, pero no con una disminución de la masa de brotes, lo que demuestra que la sistemina puede provocar cambios en el desarrollo como consecuencia de la herbivoría, permitiendo a la planta tolerar el ataque en lugar de resistirlo directamente. Las raíces del tomate también se vieron afectadas por la sistemina del tomate, y el crecimiento de las raíces aumentó con concentraciones elevadas de sistemina del tomate. Al destinar más recursos a las raíces, se cree que las plantas atacadas almacenan carbono y lo utilizan para volver a crecer cuando termina el ataque.La sobreexpresión de AtPEP1 también aumentó la biomasa de raíces y brotes en A. thaliana.

### Resistencia al estrés abiótico
Se ha descubierto que la sobreexpresión de prosystemin e HypSys mejora la tolerancia de las plantas al estrés abiótico, incluido el estrés salino y la radiación UV.Cuando se sobreexpresó prosystemin en el tomate, las plantas transgénicas presentaron una conductancia estomática inferior a la de las plantas normales. Cuando se cultivaron en soluciones salinas, las plantas transgénicas presentaron una mayor conductancia estomática, menores concentraciones foliares de ácido abscísico y prolina y una mayor biomasa. Estos resultados sugieren que la sistemina permitió a las plantas adaptarse al estrés salino con mayor eficacia o que percibieron un entorno menos estresante.Del mismo modo, las plantas de tomate dañadas fueron menos susceptibles al estrés salino que las plantas no dañadas. Esto puede deberse a que las heridas disminuyen el crecimiento de la planta y, por tanto, ralentizan la absorción de iones tóxicos en las raíces.Un análisis de los cambios inducidos por la sal en la expresión génica descubrió que las diferencias medidas entre las plantas transgénicas y las normales no podían explicarse por cambios en las vías convencionales inducidas por el estrés salino. En su lugar, Orsini et al. sugirieron que la activación de la vía del ácido jasmónico determina un estado fisiológico que no solo dirige los recursos hacia la producción de compuestos activos contra las plagas, sino que también preadapta a las plantas para minimizar la pérdida de agua. Estos efectos se consiguen regulando negativamente la producción de hormonas y metabolitos que obligarán a las plantas a invertir recursos adicionales para contrarrestar la pérdida de agua, un efecto secundario de los herbívoros.
Las plantas cultivadas bajo luz UVB son más resistentes a la herbivoría de insectos que las cultivadas bajo filtros que excluyen la radiación. Cuando las plantas de tomate se exponen a un pulso de radiación UVB y después se hieren levemente, los IP se acumulan en toda la planta. Por sí solas, ni la radiación ni las heridas leves son suficientes para inducir la acumulación sistémica de PI. Los cultivos celulares de tomate responden de forma similar, y la sistemina y la UVB actúan conjuntamente para activar las MAPK. Los pulsos cortos de UVB también provocan la alcalinización del medio de cultivo.

### Desarrollo
En Nicotiana attenuata se sabe que HypSys no interviene en la defensa contra los insectos herbívoros. El silenciamiento y la sobreexpresión de HypSys no afectan al rendimiento alimentario de las larvas en comparación con las plantas normales.Berger silenció HypSys y descubrió que provocaba cambios en la morfología de las flores que reducían la eficacia de la autopolinización. Las flores tenían pistilos que sobresalían de sus anteras, un fenotipo similar al de las plantas silenciadas con CORONATINA-INSENSITIVE1, que carecen de receptor de jasmonato. La medición de los niveles de jasmonato en las flores reveló que eran inferiores a los de las plantas normales. Los autores sugieren que los péptidos HypSys de N. attenuata se han diversificado, pasando de su función como péptidos relacionados con la defensa a estar implicados en el control de la morfología floral. Sin embargo, los procesos de señalización siguen siendo similares, ya que están mediados por jasmonatos.
La sistemina también aumenta el crecimiento de las raíces en Solanum pimpinellifolium, lo que sugiere que también puede desempeñar algún papel en el desarrollo de la planta.